# Cicurina maculifera
Cicurina maculifera är en spindelart som beskrevs av Takeo Yaginuma 1979. Cicurina maculifera ingår i släktet Cicurina och familjen kardarspindlar. Inga underarter finns listade i Catalogue of Life.